# Javontae Jean-Baptiste
Javontae Jean-Baptiste (Spring Valley, 16 maggio 2000) è un giocatore di football americano statunitense che milita nel ruolo di defensive end per i Washington Commanders della National Football League (NFL).

## Carriera universitaria

### Ohio State
Nelle prime due stagioni a Ohio State nel 2019 e 2020, Jean-Baptiste disputó 11 partite, facendo registrare 20 tackle, di cui 3,5 con perdita di yard, 2,5 sack e un fumble recuperato. Nel 2021 ebbe 12 tackle e 1,5 sack. Nel terzo turno della stagione 2022 mise a segno 2 sack e un fumble forzato contro Toledo. Nel Peach Bowl fece registrare 0,5 sack. Chiuse l’annata con 19 tackle e 4 sack. A fine anno optò per cambiare istituto. Chiuse la carriera a Ohio State con 52 tackle, 8 sack e un fumble forzato.

### Notre Dame
Nel 2023 Jean-Baptiste si trasferì ai Notre Dame Fighting Irish. Nel quarto turno ebbe un primato personale di 8 placcaggi contro la sua ex squadra. La sua annata si chiuse con 47 tackle, 9,5 dei quali con perdita di yard, e 4 sack.

## Carriera professionistica

### Washington Commanders
Jean-Baptiste fu scelto nel corso del settimo giro (222º assoluto) del Draft NFL 2024 dai Washington Commanders. Il 10 maggio firmò un contratto quadriennale. Il primo sack in carriera lo mise a segno nel terzo turno contro i Cincinnati Bengals. Il 16 ottobre fu inserito in lista infortunati per un problema a una caviglia subito nel sesto turno. Tornò attivo il 23 novembre. La sua prima stagione si chiuse con 13 placcaggi e un sack in 12 presenze, di cui una come titolare.